# Gherardo Starnina

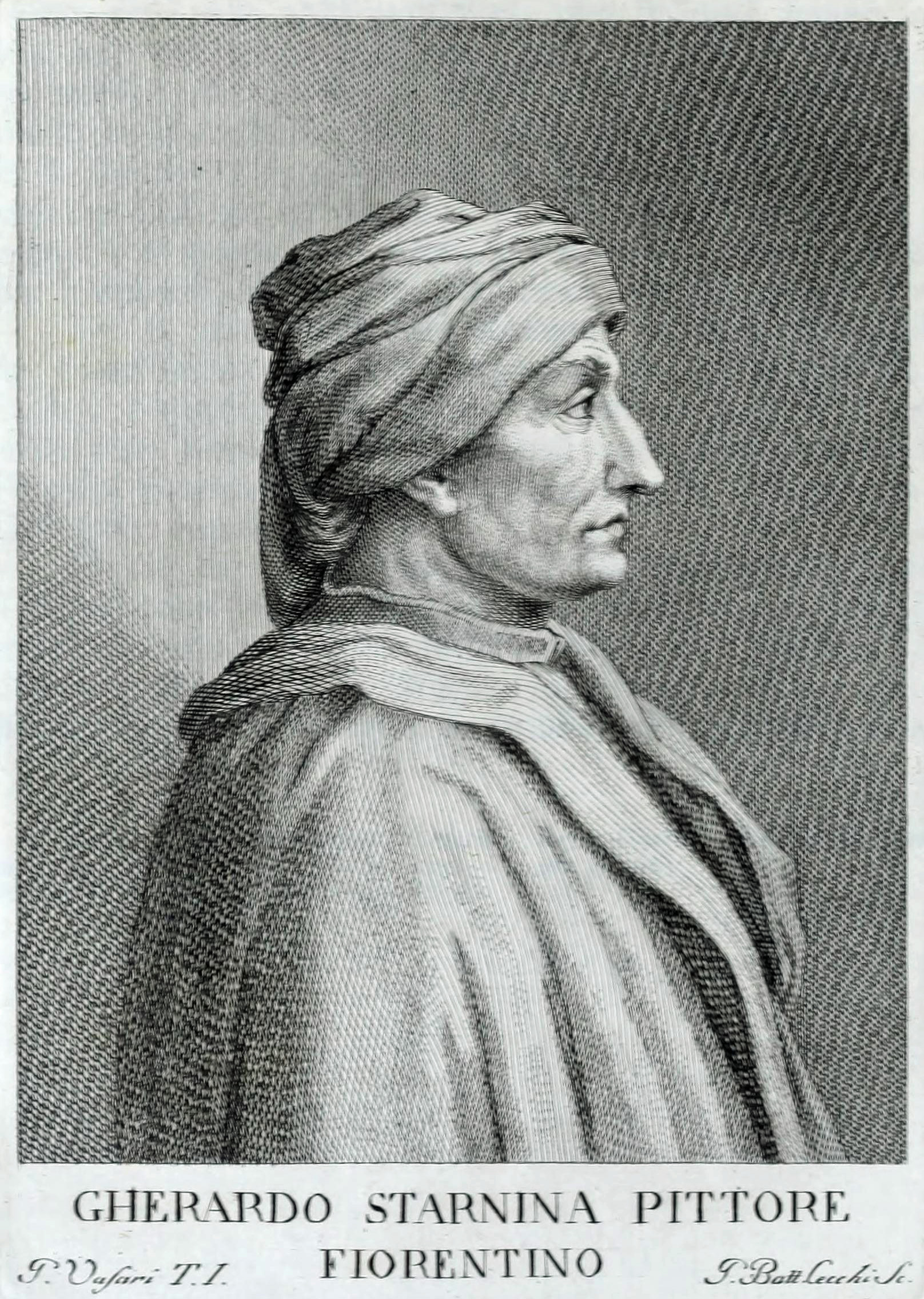
Gherardo Starnina

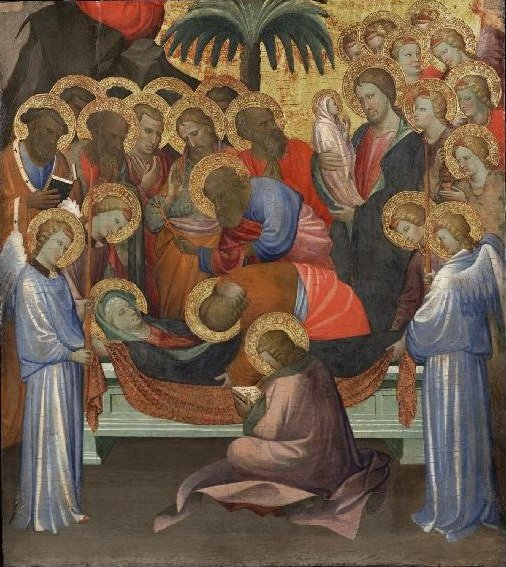
Gherardo Starnina, Dormitio Virginis, 1404-1408 circa, Philadelphia Museum of Art

Gherardo Starnina (Firenze, 1354/1360 circa – ante 1413) è stato un pittore italiano.

## Biografia
Attivo dal 1387 al 1409, secondo Giorgio Vasari si formò con Antonio Veneziano e poi con Agnolo Gaddi.
Fu uno dei pittori più importanti della corrente tardogotica in Italia, che ebbe modo di conoscere formandosi negli ambienti delle grandi corti europee di fine Trecento, poiché lavorò per un certo periodo a Valencia (1380 circa), alla corte di Giovanni I di Castiglia. Tornato a Firenze aggiornò il linguaggio artistico di molti pittori fiorentini che a fine Trecento erano ancora ancorati a un tardo giottismo. A lui si ispirarono le opere giovanili di pittori come Lorenzo Monaco e Masolino da Panicale.
Fra le sue opere più importanti la decorazione della cappella di San Girolamo (o del Pugliese) nella chiesa di Santa Maria del Carmine a Firenze, di cui restano solo frammenti. A lui sono attribuiti anche alcuni episodi delle Storie di Sant'Antonio Abate, nella cappella Castellani nella basilica di Santa Croce. In Spagna gli vengono attribuite alcune pitture nella Cappella di San Biagio, nella cattedrale di Toledo.
Tra le tavole, la Madonna dell'Umiltà, agli Uffizi.
Secondo alcuni storici dell'arte dovrebbero essere a lui attribuite le opere del cosiddetto Maestro del Bambino Vispo.